# Funkstar De Luxe
Funkstar De Luxe (født 1973 i Odense) er Martin Ottesens kunstnernavn. Han er en dansk musiker og DJ, der er opvokset i Kerteminde og i dag er bosat i Bruxelles.
Han blev kendt verden over, da han i 1999 toppede verdens hitlister med et remix af Bob Marleys "Sun Is Shining". Han har efterfølgende lavet remix af sange for andre kunstnere som Grace Jones, Terry Max, Manfred Mann og danske Laid Back.

## Diskografi

### Album
- Keep On Moving (1999)
- Keep On Moving (It's Too Funky in Here) (2000)
- I'm a Rainbow too (2000)
- Funkturistic (2002)

### Singler
| Titel                                                                             | År   | Højeste hitlisteplacering | Højeste hitlisteplacering | Højeste hitlisteplacering | Højeste hitlisteplacering | Højeste hitlisteplacering | Højeste hitlisteplacering | Højeste hitlisteplacering | Højeste hitlisteplacering | Højeste hitlisteplacering | Højeste hitlisteplacering | Højeste hitlisteplacering | Højeste hitlisteplacering | Højeste hitlisteplacering | Certificering | Album                                   |
| Titel                                                                             | År   | DEN                       | BEL                       | CAN                       | FRA                       | GER                       | IRE                       | NLD                       | NOR                       | NZL                       | SWE                       | SWI                       | UK                        | US Dance                  | Certificering | Album                                   |
| --------------------------------------------------------------------------------- | ---- | ------------------------- | ------------------------- | ------------------------- | ------------------------- | ------------------------- | ------------------------- | ------------------------- | ------------------------- | ------------------------- | ------------------------- | ------------------------- | ------------------------- | ------------------------- | ------------- | --------------------------------------- |
| "Sun Is Shining" (vs. Bob Marley)                                                 | 1999 | —                         | 7                         | 3                         | 12                        | 19                        | 7                         | 11                        | 8                         | 11                        | 17                        | 7                         | 3                         | 1                         | UK: Silver    | Keep On Moving (It's Too Funky in Here) |
| "Rainbow Country" (vs. Bob Marley)                                                | 1999 | —                         | 58                        | 12                        | 78                        | 47                        | 28                        | 78                        | —                         | 27                        | 40                        | 54                        | 11                        | —                         |               | Keep On Moving (It's Too Funky in Here) |
| "Let the Music Play" (vs. Barry White)                                            | 2000 | —                         | 24                        | —                         | 39                        | —                         | —                         | 91                        | —                         | —                         | —                         | 92                        | —                         | —                         |               | Single only                             |
| "Sunshine Reggae" (vs. Laid Back)                                                 | 2000 | —                         | —                         | —                         | —                         | 68                        | —                         | 35                        | —                         | —                         | —                         | 64                        | —                         | —                         |               | Single only                             |
| "Walkin' in the Name" (vs. Terry Maxx)                                            | 2000 | —                         | —                         | —                         | —                         | —                         | —                         | —                         | —                         | —                         | —                         | —                         | 42                        | —                         |               | Keep On Moving (It's Too Funky in Here) |
| "Pull Up to the Bumper" (vs. Grace Jones)                                         | 2000 | —                         | —                         | —                         | —                         | —                         | —                         | —                         | —                         | —                         | —                         | —                         | 60                        | 4                         |               | Keep On Moving (It's Too Funky in Here) |
| "Blinded by the Light" (with Manfred Mann's Earth Band)                           | 2002 | 2                         | —                         | —                         | —                         | —                         | —                         | —                         | —                         | —                         | —                         | —                         | —                         | —                         |               | Funkturistic                            |
| "Saturday"                                                                        | 2003 | —                         | —                         | —                         | —                         | —                         | —                         | —                         | —                         | —                         | —                         | —                         | —                         | —                         |               | Funkturistic                            |
| "Easy"                                                                            | 2003 | —                         | —                         | —                         | —                         | —                         | —                         | —                         | —                         | —                         | —                         | —                         | —                         | —                         |               | Funkturistic                            |
| "When I Think of You"                                                             | 2004 | 13                        | —                         | —                         | —                         | —                         | —                         | —                         | —                         | —                         | —                         | —                         | —                         | —                         |               | Singles only                            |
| "She's a Lady" (vs. Tom Jones feat. DJ the Wave)                                  | 2004 | —                         | —                         | —                         | —                         | —                         | —                         | —                         | —                         | —                         | —                         | 96                        | —                         | —                         |               | Singles only                            |
| "Itch It Up"                                                                      | 2004 | —                         | —                         | —                         | —                         | —                         | —                         | —                         | —                         | —                         | —                         | —                         | —                         | —                         |               | Singles only                            |
| "So Invincible" (feat. Kristine Blond)                                            | 2008 | —                         | —                         | —                         | —                         | —                         | —                         | —                         | —                         | —                         | —                         | —                         | —                         | —                         |               |                                         |
| "You Keep Me Hangin' On" (feat. Kim Wilde)                                        | 2013 | —                         | —                         | —                         | —                         | —                         | —                         | —                         | —                         | —                         | —                         | —                         | —                         | —                         |               |                                         |
| "Sun Is Shining (15th Anniversary)"                                               | 2014 | —                         | —                         | —                         | —                         | —                         | —                         | —                         | —                         | —                         | —                         | —                         | —                         | —                         |               |                                         |
| "Million Miles" (feat. Geoffrey Williams)                                         | 2015 | —                         | —                         | —                         | —                         | —                         | —                         | —                         | —                         | —                         | —                         | —                         | —                         | —                         |               |                                         |
| "—" denotes a recording that did not chart or was not released in that territory. |      |                           |                           |                           |                           |                           |                           |                           |                           |                           |                           |                           |                           |                           |               |                                         |